# La casa del serpente
La casa del serpente è il quarto album di Ivano Fossati, il primo pubblicato per l'etichetta discografica RCA Italiana, nel 1977.
L’album è realizzato sotto la produzione e la supervisione tecnico-sonora di Antonio Coggio, storico collaboratore di Claudio Baglioni nei primi anni di carriera fino al 1975, il disco infatti presenta riferimenti musicali e arrangiamenti tipici del cantautore romano.

## Tracce

### Lato A
Testi e musiche di Ivano Fossati.
1. Stasera io qui – 2:16
2. Matto – 4:46
3. Non ti riconosco più – 5:09
4. Manila 23 – 5:05

### Lato B
Testi e musiche di Ivano Fossati.
1. La casa del serpente – 4:54
2. Anna di primavera – 3:58
3. Non può morire un'idea – 4:25
4. La vedette non c'è – 4:15

## Formazione
- Ivano Fossati - voce, cori, chitarra acustica ed elettrica, flauto traverso e dolce
- Antonio Coggio, Alessandro Centofanti - sintetizzatore, ARP
- Euro Cristiani - batteria, cori e percussioni
- Goran Tavcar - chitarra elettrica
- Guido Guglielminetti - basso, cori
- Luciano Ciccaglioni - chitarra elettrica, banjo e mandolino
- Michael Fraser - pianoforte e Fender Rhodes
- Roberto Zanaboni - pianoforte
- Tino Fornai - violino
- Gianni Oddi - sassofono baritono
- Mia Martini - cori
- Roberto Davini - cori in Anna di primavera

## Cover
I brani Stasera io qui (versione studio) e Non può morire un'idea (live) fecero parte della scaletta dell'ultima serie di concerti di Mina (a Bussoladomani, agosto 1978) e sono inclusi nel doppio album Mina Live '78.
Del brano La casa del serpente è stata realizzata una cover, sempre ad opera di Mina, contenuta nell'album Caterpillar del 1991.
Il brano Matto è stato reinterpretato da Anna Oxa per l'album Anna Oxa del 1979.

## Curiosità
L'intervento vocale di Mia Martini nel brano Anna di primavera segna la primissima collaborazione tra i due cantanti, che successivamente intrecceranno un intenso rapporto artistico e sentimentale.